# Porto Rico nos Jogos Olímpicos de Verão de 2008
Porto Rico competiu nos Jogos Olímpicos de Verão de 2008, em Pequim, na República Popular da China.

## Desempenho

### Atletismo
Masculino
| Atletas        | Evento              | Preliminares | Preliminares | Quartas | Quartas | Semifinal   | Semifinal   | Final       | Final       |
| Atletas        | Evento              | Marca        | Posição      | Marca   | Posição | Marca       | Posição     | Marca       | Posição     |
| -------------- | ------------------- | ------------ | ------------ | ------- | ------- | ----------- | ----------- | ----------- | ----------- |
| Félix Martinez | 400 metros          | 46s46        | 44º          |         |         | Não avançou | Não avançou | Não avançou | Não avançou |
| David Freeman  | 1500 metros         | 3m39s70      | 25º          |         |         |             |             | Não avançou | Não avançou |
| Héctor Cotto   | 110 m com barreiras | 13s72        | 28º          | 13s73   | 27º     | Não avançou | Não avançou | Não avançou | Não avançou |
| Javier Culson  | 400 m com barreiras | 49s60        | 15º          |         |         | 49s85       | 14º         | Não avançou | Não avançou |

Feminino
| Atletas         | Evento     | Preliminares | Preliminares | Quartas     | Quartas     | Semifinal   | Semifinal   | Final       | Final       |
| Atletas         | Evento     | Marca        | Posição      | Marca       | Posição     | Marca       | Posição     | Marca       | Posição     |
| --------------- | ---------- | ------------ | ------------ | ----------- | ----------- | ----------- | ----------- | ----------- | ----------- |
| Carol Rodríguez | 200 metros | 24s07        | 40º          | Não avançou | Não avançou | Não avançou | Não avançou | Não avançou | Não avançou |
| Carol Rodríguez | 400 metros | 53s08        | 36º          |             |             | Não avançou | Não avançou | Não avançou | Não avançou |

### Boxe
Porto Rico classificou cinco boxeadores para o torneio olímpico de boxe. Os gêmeos Mc Williams e McJoe Arroyo classificaram-se no campeonato mundial de 2007. Carlos Negrón foi o terceiro a se classificar, no primeiro torneio qualificatório das Américas. José Pedraza e Jonathan González classificaram-se no segundo torneio qualificatório do continente.
| Atleta            | Evento                  | Fase de 32                   | Fase de 16                  | Quartas                   | Semifinais             | Final                  |
| Atleta            | Evento                  | Adversário e resultado       | Adversário e resultado      | Adversário e resultado    | Adversário e resultado | Adversário e resultado |
| ----------------- | ----------------------- | ---------------------------- | --------------------------- | ------------------------- | ---------------------- | ---------------------- |
| McWilliams Arroyo | Peso mosca              |                              | HUN N. Kalucza V PTS 14:6   | CUB A. Laffita D PTS 2:11 | Não avançou            | Não avançou            |
| McJoe Arroyo      | Peso galo               | RUS S. Vodopyanov D PTS 5:10 | Não avançou                 | Não avançou               | Não avançou            | Não avançou            |
| José Pedraza      | Peso leve               | TUR O. Şipal V PTS 10:3      | FRA D. Sow D PTS 9:13       | Não avançou               | Não avançou            | Não avançou            |
| Jonathan González | Peso meio-médio-ligeiro | ROU I. Gheorghe D PTS 4:21   | Não avançou                 | Não avançou               | Não avançou            | Não avançou            |
| Carlos Negrón     | Peso meio-pesado        | IRI M. Ghorbani V PTS 13:4   | KAZ Y. Shynaliyev D PTS 3:9 | Não avançou               | Não avançou            | Não avançou            |

### Ginástica artística
Masculino
| Atleta      | Evento           | Aparelho | Aparelho | Aparelho       | Aparelho | Aparelho       | Aparelho  | Qualificação | Qualificação | Aparelho (final) | Aparelho (final) | Aparelho (final) | Aparelho (final) | Aparelho (final) | Aparelho (final) | Final  | Final |
| Atleta      | Evento           | Salto    | Solo     | Cav. com alças | Argolas  | Bar. paralelas | Bar. fixa | Total        | Pos.         | Salto            | Solo             | Cav. com alças   | Argolas          | Bar. paralelas   | Bar. fixa        | Total  | Pos.  |
| ----------- | ---------------- | -------- | -------- | -------------- | -------- | -------------- | --------- | ------------ | ------------ | ---------------- | ---------------- | ---------------- | ---------------- | ---------------- | ---------------- | ------ | ----- |
| Luis Rivera | Individual geral | 16,225   | 15,125   | 14,750         | 15,250   | 14,575         | 14,675    | 90,600       | 13º          | 16,025           | 15,250           | 15,025           | 15,225           | 14,375           | 14,275           | 90,175 | 14º   |

### Halterofilismo
Feminino
| Atleta       | Evento | Arranque (kg) | Arremesso (kg) | Total (kg) | Posição |
| ------------ | ------ | ------------- | -------------- | ---------- | ------- |
| Geralee Vega | -58kg  | 90,0          | 112,0          | 202,0      | 9º      |

### Judô
Masculino
| Atleta                   | Evento  | Preliminares           | Fase de 32                   | Fase de 16             | Quartas                | Semifinais             | Repescagem             | Repescagem             | Repescagem             | Final                  | Final       |
| Atleta                   | Evento  | Preliminares           | Fase de 32                   | Fase de 16             | Quartas                | Semifinais             | 1ª fase                | Quartas                | Semifinais             | Final                  | Final       |
| Atleta                   | Evento  | Adversário e resultado | Adversário e resultado       | Adversário e resultado | Adversário e resultado | Adversário e resultado | Adversário e resultado | Adversário e resultado | Adversário e resultado | Adversário e resultado | Pos.        |
| ------------------------ | ------- | ---------------------- | ---------------------------- | ---------------------- | ---------------------- | ---------------------- | ---------------------- | ---------------------- | ---------------------- | ---------------------- | ----------- |
| Abderramán Brenes        | -81 kg  |                        | ITA G. Maddaloni D 0001-0020 | Não avançou            | Não avançou            | Não avançou            | Não avançou            | Não avançou            | Não avançou            | Não avançou            | Não avançou |
| Alexis Chiclana Meléndez | -90 kg  |                        | ESP D. Alarza D 0100-1101    | Não avançou            | Não avançou            | Não avançou            | Não avançou            | Não avançou            | Não avançou            | Não avançou            | Não avançou |
| Pablo Figueroa Carrillo  | +100 kg |                        | ISL T. Jonsson D 0001-1000   | Não avançou            | Não avançou            | Não avançou            | Não avançou            | Não avançou            | Não avançou            | Não avançou            | Não avançou |

### Natação
Masculino
| Atleta(s)      | Evento          | Eliminatórias | Eliminatórias | Semifinal   | Semifinal   | Final       | Final       |
| Atleta(s)      | Evento          | Tempo         | Posição       | Tempo       | Posição     | Tempo       | Posição     |
| -------------- | --------------- | ------------- | ------------- | ----------- | ----------- | ----------- | ----------- |
| Daniel Vélez   | 100 m peito     | 1m01s80       | 33º           | Não avançou | Não avançou | Não avançou | Não avançou |
| Douglas Lennox | 100 m borboleta | 53s34         | 38º           | Não avançou | Não avançou | Não avançou | Não avançou |
| Douglas Lennox | 200 m borboleta | 2m01s69       | 38º           | Não avançou | Não avançou | Não avançou | Não avançou |

Feminino
| Atleta(s)       | Evento          | Eliminatórias | Eliminatórias | Semifinal   | Semifinal   | Final       | Final       |
| Atleta(s)       | Evento          | Tempo         | Posição       | Tempo       | Posição     | Tempo       | Posição     |
| --------------- | --------------- | ------------- | ------------- | ----------- | ----------- | ----------- | ----------- |
| Vanessa García  | 50 m livre      | 25s81         | 35º           | Não avançou | Não avançou | Não avançou | Não avançou |
| Kristina Lennox | 400 m livre     | 4m20s17       | 36º           | Não avançou | Não avançou | Não avançou | Não avançou |
| Kristina Lennox | 200 m borboleta | 2m17s27       | 34º           | Não avançou | Não avançou | Não avançou | Não avançou |

### Taekwondo
Masculino
| Atleta      | Evento | Fase de 16             | Quartas                | Semifinais             | Repescagem 1ª rodada   | Repescagem 2ª rodada   | Final                  | Posição     |
| Atleta      | Evento | Adversário e resultado | Adversário e resultado | Adversário e resultado | Adversário e resultado | Adversário e resultado | Adversário e resultado | Posição     |
| ----------- | ------ | ---------------------- | ---------------------- | ---------------------- | ---------------------- | ---------------------- | ---------------------- | ----------- |
| Ángel Román | −80kg  | CAN S. Michaud D 1-2   | Não avançou            | Não avançou            | Não avançou            | Não avançou            | Não avançou            | Não avançou |

Feminino
| Atleta          | Evento | Fase de 16              | Quartas                | Semifinais             | Repescagem 1ª rodada   | Repescagem 2ª rodada   | Final                  | Posição     |
| Atleta          | Evento | Adversário e resultado  | Adversário e resultado | Adversário e resultado | Adversário e resultado | Adversário e resultado | Adversário e resultado | Posição     |
| --------------- | ------ | ----------------------- | ---------------------- | ---------------------- | ---------------------- | ---------------------- | ---------------------- | ----------- |
| Asunción Ocasio | −67kg  | GRE E. Mystakidou V 1-0 | GER H. Fromm V 2-0     | CAN K. Sergerie D 0-2  |                        | CRO S. Šarić D 1-5     | Não avançou            | Não avançou |

### Tiro
Masculino
| Atleta                      | Evento               | Qualificação | Qualificação | Final       | Final       | Posição |
| Atleta                      | Evento               | Placar       | Posição      | Placar      | Total       | Posição |
| --------------------------- | -------------------- | ------------ | ------------ | ----------- | ----------- | ------- |
| Lucas Rafael Bennazar Ortíz | Fossa olímpica dublê | 123          | 19º          | Não avançou | Não avançou | 19º     |